# Хацумодэ

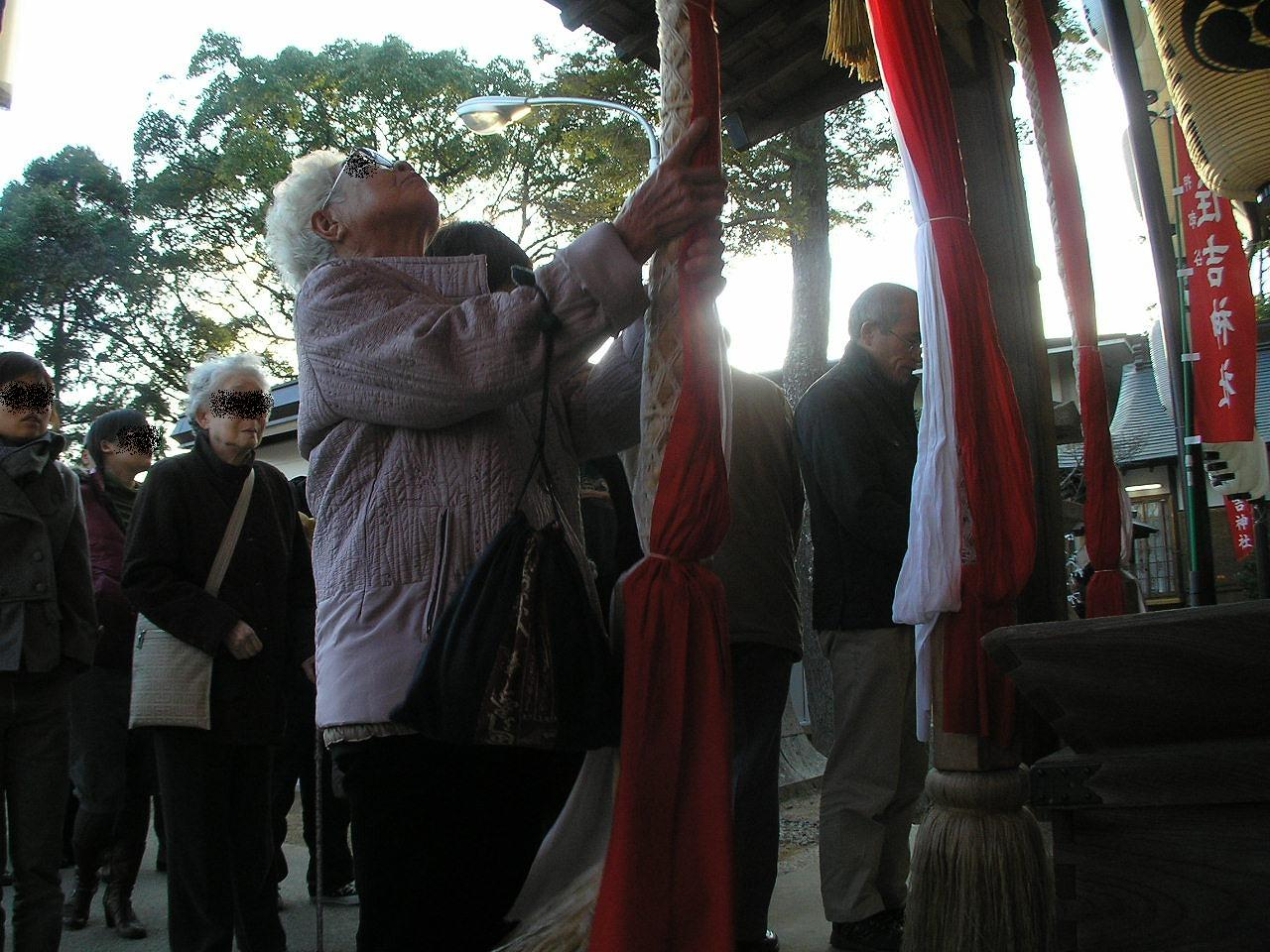
Молитвенное стояние на хацумодэ у святилища Сумиёси-тайся (1 января 2008 года).

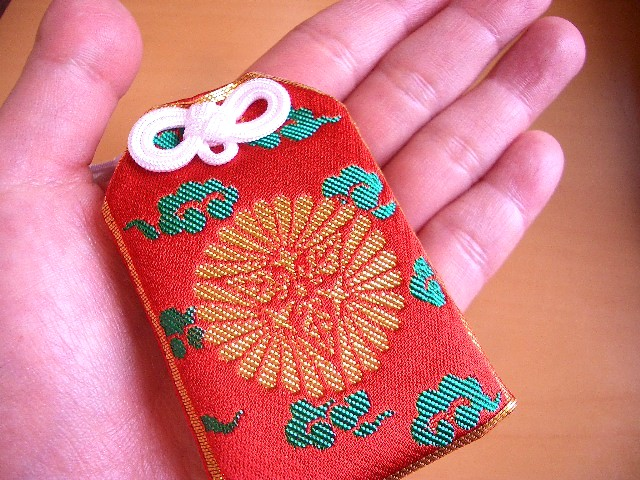
Амулет омамори из храма Сандзюсангэндо.

Хацумодэ (яп. 初詣) — японская традиция первого в новом году посещения синтоистского святилища, практикуемая обычно в один из первых трёх дней января (в отдельных регионах — охватывает весь месяц). Вместо синтоистских святынь некоторые японцы приходят в буддийские храмы.

## Традиция празднования
Обыкновенно в старой Японии хацумодэ было принято проводить рано утром в первый день нового года в домашнем поклонении, а затем выпивать немного сакэ за специальной праздничной трапезой. Практика же посещения храмов стала широко практиковаться только с конца XIX века в Период Мэйдзи.
В настоящее время для большинства японцев дни с 1 по 3 января являются выходными. В это время они возле святынь загадывают свои заветные желания, которые хотели бы видеть исполнившимися в наступившем году. Эта просьба в виде послания к богам наносится на эма — особую дощечку, которая, после определённого времени, когда ей положено повисеть на территории святилища, будет предана огню. Также покупаются новые амулеты омамори, а старые отдаются в храм для сожжения. Акт поклонения, как правило, является довольно кратким и индивидуальным и может проводиться во время стояния в очереди на покупку омамори, которые существенно отличаются в цене. В целях охранения дома от болезней и злых духов в начале года пользуются спросом и стрелы-обереги хамая. Во время хацумодэ представляется одна из редких возможностей увидеть некоторых мужчин-японцев, одетых в национальные одежды.
У главных святилищ Японии в этот день часто выстраиваются длинные очереди. Некоторые известные храмы обслуживают миллионы посетителей в течение трёх дней. Так, храм Мэйдзи с 1 по 3 января 2010 года посетило 3,2 миллиона человек, Наритасан посетило 2,98 млн; Хэйкэндзи — 2,96 млн; Фусими Инари-тайся — 2,7 млн; Сумиёси-тайся — 2,6 млн. Другие популярные объекты включают святилище Ацута, Цуругаока Хатимангу, Дадзайфу Тэммангу и храм Хикава.
Кроме того общим обычаем на хацумодэ является покупка омикудзи — листочка с предсказанием на текущий год. Если омикудзи предсказывает неудачу, то его можно привязать на специальный стенд или ветку священного дерева, в надежде, что его предсказание не сбудется. В омикудзи в подробностях описывается успех или неуспех в различных областях жизни, таких как учёба, бизнес, любовь, за этот год. Часто к омикудзи прилагается талисман на удачу, поэтому считается, что эта покупка призовёт успех и деньги на жизненном пути.
Так как большинство японцев с 29 декабря по 3 января свободны от работы, то в домах наводится порядок, выплачиваются долги, а друзья и родственники наносят друг другу визиты для обмена подарками.